# Lea-Marie Stock

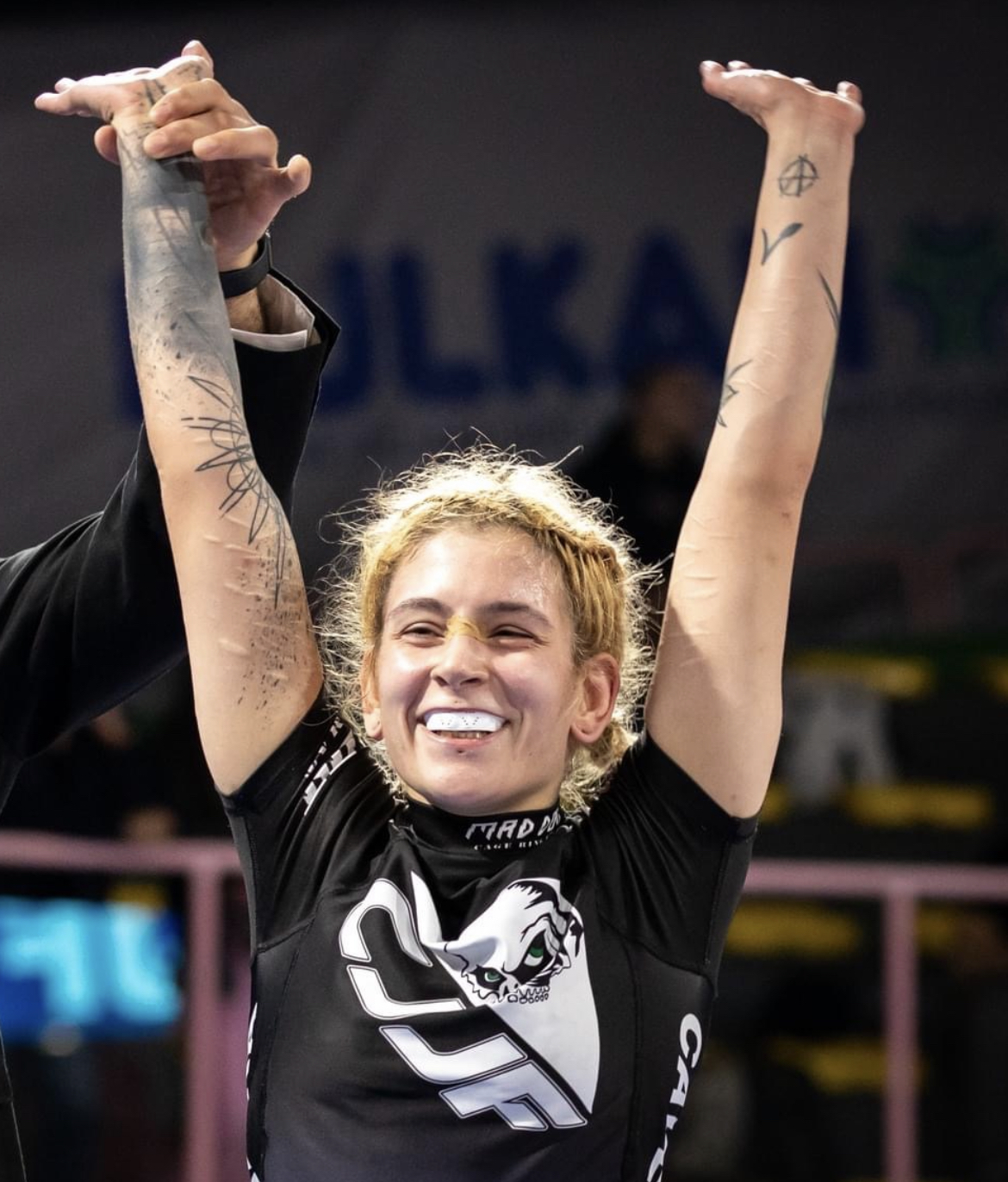
Stock gewinnt das Finale der IBJJF Nogi Europameisterschaft 2022. (blue belt, featherweight)

Lea-Marie Stock (* 10. September 1996) ist eine deutsche Kampfsportlerin des Grapplings, Brasilianischen Jiu Jitsu und Luta Livre.

## Grappling
Stock ist aktives Mitglied der deutschen UWW-Grappling-Nationalmannschaft und trat 2022 erstmals für Deutschland in der Gewichtsklasse -58 kg in den Kategorien Gi und No-Gi bei den GP World Championships an.
Bei der NAGA Germany 2022 konnte sie in ihrer Gewichtsklasse und der offenen Gewichtsklasse der Blaugurte die Goldmedaille gewinnen.

## Brazilian Jiu Jitsu
Bei den AJP European Continentals 2021 gewann Stock Silber in der Kategorie Blaugurte (Adults) bis 62 kg.
Am 11. November 2022 konnte sie sich bei den IBJJF NOGI-Europameisterschaften in der Gürtelklasse „blau“ (Federgewicht) eine Goldmedaille sichern. In der offenen Gewichtsklasse erreichte Stock den 3. Platz.
Stock wurde nach der Europameisterschaft zum Purple Belt graduiert.